# 浮巣の半次郞
「浮巣の半次郞」（うきすのはんじろう）は、1970年6月5日に ビクターより発売された橋幸夫の109枚目のシングル（SV-2030）。

## 概要
- 作詞は佐伯孝夫、作曲は吉田正で、橋の両恩師による楽曲である。
- 楽曲制作のきっかけは、橋がデビュー10周年記念の明治座公演の題目として「浮巣の半次郞」を演じたこと。脚本は長谷川一夫の映画脚本や座頭市の脚本で著名な犬塚稔である[2]。
- 65年8月に新歌舞伎座公演（以後12年連続公演）、66年歌舞伎座公演、6月には京都南座公演などその後も多くのステージに出演してきた橋にとって、明治座は初公演なる。犬塚は5年前に橋が大阪新歌舞伎座に進出したとき「与四郎笠」を書いている[2]。
- また大矢市次郎が特別出演して、新歌舞伎座以来2度目の共演となっている[2]。
- 8月の大阪新歌舞伎座公演でも演目となっている。
- この公演題目をテーマに本楽曲は制作されている。
- ジャケットは舞台で半次郞を演じる橋の写真を採用し、曲は安定した股旅調となっている・
- c/wの「むすめ七谷」も作詞佐伯孝夫、作曲吉田正で、A面と同じである。

## 収録曲
1. 浮巣の半次郞
作詞： 佐伯孝夫、作・編曲：吉田正
2. むすめ七谷
作詞： 佐伯孝夫、作・編曲：吉田正

## 収録アルバム
アルバム未収録楽曲となっている。CD-BOXへの収録もないが、橋の10周年記念コンサートのLIVE録音（LP）が残っており、Meg-CD
で復刻されている。

## 舞台「浮巣の半次郞」
- 橋幸夫3月特別公演（明治座）[2]
1970年3月1日～3月27日・3幕12場
出演：橋幸夫、大矢市次郎、水谷良重、菊ひろ子、沢村宗之助他
- 橋幸夫特別公演（新歌舞伎座）[3]
1970年8月1日～8月29日・2幕10場
出演：橋幸夫、河津清三郎、沢村宗之助、万代峰子、長谷川稀世他